# Фово де Френийи, Франсуа Огюст
Франсуа́ Огю́ст Фово́ де Френийи́, или в дореволюционном написании Френильи (фр. François-Auguste Fauveau de Frénilly; 14 ноября 1768 года, Париж — 1 августа 1848 года, Грац, Австрия) — французский поэт, писатель мемуаров и политический деятель; пэр Франции.
Во время реставрации был депутатом, потом пэром. Вместе с Карлом Χ оставил Францию в 1830 году.

## Творчество
- «Des Assemblées représentatives» (Париж, 1816);
- «Considérations sur l’Espagne» (1822);
- «Poésies» (П., 1807);
- «Questions à résoudre» (1822);
- «Histoire parlémentaire de l’Angleterre» (в рукописи) и др.